# Fílum
En biologia, el fílum o embrancament (phylum en llatí, en plural phyla) és la unitat sistemàtica (tàxon) entre el regne i la classe.
En taxonomia animal s'utilitza el terme equivalent «embrancament», mentre que en botànica el terme equivalent a fílum és «divisió», més utilitzat habitualment que no pas «fílum». Els fílums representen l'agrupament més gran d'animals i altres organismes amb determinats trets evolutius, tot i que davant de la gran dificultat de classificar algunes espècies, alguns fílums s'agrupen dins de superfílums i els individus d'un fílum es classifiquen dins de subfílums.
La situació del fílum en l'ordenació taxonòmica és (de general a concret, amb els tàxons obligatoris marcats en rosa):
| Regne                   |
| [Subregne] [Infraregne] |
| [Superfílum]            |
| Fílum                   |
| [Subfílum] [Infrafilum] |
| [Superclasse]           |
| Classe                  |

El superfílum (en zoologia) i la superdivisió (en botànica) és la categoria taxonòmica que es troba per sobre del fílum i per sota del subregne o bé per sota una classe o subclasse.

## Descripció general
El terme phylum va ser encunyat en 1866 per Ernst Haeckel a partir del grec phylon (φῦλον, "raça, nissaga"), relacionat amb phyle (φυλή, "tribu, clan"). Haeckel va observar que les espècies evolucionaven constantment cap a noves espècies que semblaven conservar pocs trets consistents entre si i, per tant, pocs trets que les distingissin com a grup (“una unitat autocontinguda”).  "Wohl aber ist eine solche reale und vollkommen abgeschlossene Einheit die Summe aller Species, welche aus einer und derselben gemeinschaftlichen Stammform allmählig sich entwickelt haben, wie z. B. alle Wirbelthiere.  Diese Summe nennen wir Stamm (Phylon)" que es tradueix com: Tanmateix, potser una unitat real i completament autònoma sigui el conjunt de totes les espècies que han evolucionat gradualment a partir d'una mateixa forma original comuna, com ara tots els vertebrats. S'anomena aquest agregat [a] Stamm [és a dir, raça] (Phylon). En taxonomia vegetal, August W. Eichler (1883) va classificar les plantes en cinc grups denominats divisions, terme que segueix en ús avui dia per a grups de plantes, algues i fongs.
Les definicions dels phyla zoològics han canviat des dels seus orígens en les sis classes linneanes i els quatre embranchements de Georges Cuvier.
Informalment, els phyla poden considerar-se agrupacions d'organismes basades en l'especialització general del pla corporal. En la seva forma més bàsica, un tall pot definir-se de dues maneres: com un grup d'organismes amb un cert grau de similitud morfològica o de desenvolupament (la definició fenètica), o un grup d'organismes amb un cert grau de parentiu evolutiu (la definició filogenètica). Intentar definir un nivell de la jerarquia linneana sense referir-se al parentiu (evolutiu) és insatisfactori, però una definició fenética és útil quan s'aborden qüestions de naturalesa morfològica -com l'èxit que van tenir els diferents plans corporals.

### Definició basada en la relació genètica

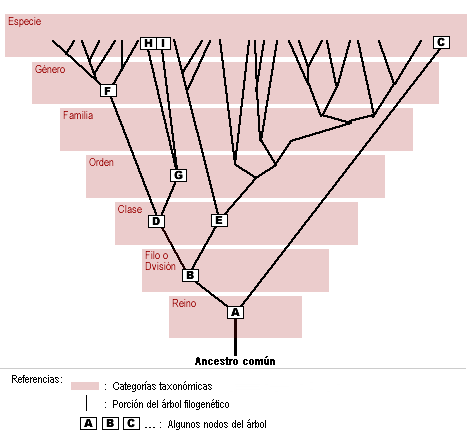
La taxonomia decideix quins nodes de l'arbre filogenètic (clades) es convertiran en tàxons i en quines categories taxonòmiques haurien de ser situats.

La mesura objectiva més important en les definicions anteriors és el "cert grau" que defineix com els diferents organismes han de ser membres de diferents talls. El requisit mínim és que tots els organismes d'un tall estiguin clarament més emparentats entre sí que amb qualsevol altre grup. Fins i tot això és problemàtic perquè el requisit depèn del coneixement de les relacions dels organismes: a mesura que disposem de més dades, sobretot d'estudis moleculars, podem determinar millor les relacions entre grups. Així, els talls poden fusionar-se o dividir-se si resulta evident que estan relacionats entre si o no. Per exemple, els cucs barbuts es van descriure com un nou tall (els Pogonophora) a mitjan segle xx, però el treball molecular gairebé mig segle després va descobrir que eren un grup de anèl·lids, per la qual cosa els talls es van fusionar (els cucs barbuts són ara una família d'anèl·lids). D'altra banda, el tall altament parasitari Mesozoa es va dividir en dos tàxons (Orthonectida i Dicyemida) quan es va descobrir que els Orthonectida són probablement anèl·lids i els Dicyemida lofotrocozoos.
Aquesta mutabilitat dels talls ha portat a alguns biòlegs a demanar que s'abandoni el concepte de phylum en favor de la col·locació dels tàxons en clades sense cap classificació formal de la grandària del grup.

### Definició basada en el pla corporal
Els paleontòlegs Graham Budd i Sören Jensen van proposar una definició de tall basada en el pla corporal (com havia fet Haeckel un segle abans). La definició es va plantejar perquè els organismes extingits són els més difícils de classificar: poden ser plançons que van divergir de la línia d'un tall abans que s'adquirissin tots els caràcters que defineixen el tall modern. Segons la definició de Budd i Jensen, un tall es defineix per un conjunt de caràcters compartits per tots els seus representants vius.
Aquest enfocament planteja alguns petits problemes: per exemple, alguns membres d'un tall poden haver perdut caràcters ancestrals comuns a la majoria dels seus membres. A més, aquesta definició es basa en un moment arbitrari: el present. No obstant això, com es basa en caràcters, és fàcil d'aplicar al registre fòssil. Un problema major és que es basa en una decisió subjectiva sobre quins grups d'organismes han de considerar-se talls.
L'enfocament és útil perquè facilita la classificació d'organismes extints com "grup mare" dels talls amb els quals guarden major semblança, basant-se únicament en les similituds taxonómicamente importants. No obstant això, demostrar que un fòssil pertany al  grup de la corona d'un tall és difícil, ja que ha de mostrar un caràcter exclusiu d'un subconjunt del grup de la corona. A més, els organismes del grup de la tija d'un tall poden posseir el "pla corporal" del tall sense totes les característiques necessàries per a pertànyer a ell. Això afebleix la idea que cadascun dels talls representa un pla corporal distint.
Una classificació que utilitzi aquesta definició pot veure's molt afectada per la supervivència fortuïta de grups rars, la qual cosa pot fer que un tall sigui molt més divers del que seria d'una altra manera.

## Llista d'embrancaments d'animals
Els embrancaments animals més coneguts són Mollusca (mol·luscs), Porifera (porífers), Cnidaria (cnidaris), Platyhelminthes (platihelmints), Nematoda (nematodes), Annelida (anèl·lids), Arthropoda (artròpodes), Echinodermata (equinoderms) i Chordata (cordats), l'embrancament al qual pertanyen els humans. Malgrat que existeixen uns 35 embrancaments, aquests nou engloben la majoria d'espècies. Molts embrancaments són exclusivament marins i només un és totalment absent de les aigües (Onychophora).
| Embrancament    | Significat                            | Nom comú        | Característiques distintives                                             | Espècies descrites      |
| Acanthocephala  | Cap amb banyes                        | Acantocèfals    | Cucs paràsits amb una trompa evaginable plena d'espines                  | 1.100                   |
| Acoelomorpha    | Sense cavitats                        | Acelomorfs      | Petits cucs acelomats sense tub digestiu                                 |                         |
| Annelida        | Anell petit                           | Anèl·lids       | Cucs celomats amb el cos segmentat en anells                             | 16.500                  |
| Arthropoda      | Peus articulats                       | Artròpodes      | Exesquelet de quitina i potes articulades                                | 1.100.000               |
| Brachiopoda     | Peus amb braços                       | Braquiòpodes    | Amb lofòfor i closca de dues valves                                      | 335 (16.000 extintes)   |
| Bryozoa         | Animals molsa                         | Briozous        | Amb lofòfor; filtradors; anus fora de la corona tentacular               | 4.500                   |
| Chaetognatha    | Mandíbules espinoses                  | Quetògnats      | Amb aletes i un parell d'espines quitinoses a cada costat del cap        | 100                     |
| Chordata        | Amb corda                             | Cordats         | Corda dorsal o notocordi, almenys en estat embrionari                    | 49.693                  |
| Cnidaria        | Ortiga                                | Cnidaris        | Diblàstics amb cnidocits                                                 | 10.000                  |
| Ctenophora      | Que porta pintes                      | Ctenòfors       | Diblàstics amb coloblasts                                                | 100                     |
| Cycliophora     | Que porta rodes                       | Cicliòfors      | Pseudocelomats amb boca circular envoltada de cilis                      | 1                       |
| Echinodermata   | Pell amb espines                      | Equinoderms     | Simetria pentaradiada, esquelet extern fet de peces calcàries            | 7.000 (13.000 extintes) |
| Echiura         | cua d'espina                          | Equiuroïdeus    | Cucs marins amb trompa, propers als anèl·lids                            | 135                     |
| Entoprocta      | Anus interior                         | Entoproctes     | Amb lofòfor; filtradors; anus dins la corona tentacular                  | 150                     |
| Gastrotrichia   | Estómac de pèl                        | Gastròtrics     | Pseudocelomats, cos amb pues, dos tubs caudals adhesius                  | 450                     |
| Gnathostomulida | Boca petita amb mandíbules            | Gnatostomúlids  | Boca amb mandíbules característiques; intersticials                      | 80                      |
| Hemichordata    | Amb mitja corda                       | Hemicordats     | Deuteròtoms amb fenedures faríngies i estomocroda                        | 85                      |
| Kinorhyncha     | Trompa en moviment                    | Cinorincs       | Pseudocelomats amb cap retràctil i cos segmentat                         | 150                     |
| Loricifera      | Que porta cota                        | Loricífers      | Pseudocelomats recoberts per una mena de cota de malla                   | 10                      |
| Micrognathozoa  | Animal amb petites mandíbules         | Micrognatozous  | Pseudocelomats; mandíbules complexes; tòrax extensible en acordió        | 1                       |
| Mollusca        | Tou                                   | Mol·luscs       | Boca amb ràdula, peu muscular i mantell al voltant de la closca calcària | 93.000                  |
| Monoblastozoa   |                                       | Monoblastozous  |                                                                          | 1                       |
| Myxozoa         | Animals moc                           | Mixozous        | Paràsits microscòpics amb càpsules polars similars a cnidòcits           | 12.000                  |
| Nematoda        | Similar a un fil                      | Nematodes       | Cucs pseudocelomats de secció circular con cutícula quitinosa            | 25.000                  |
| Nematomorpha    | Forma de fil                          | Nematomorfs     | Cucs paràsits similars als Nematodes                                     | 320                     |
| Nemertea        | Nimfa del mar                         | Nemertins       | Cucs acelomats amb trompa extensible                                     | 900                     |
| Onychophora     | Que porta ungles                      | Onicòfors       | Cos vermiforme amb potes proveïdes d'ungles quitinoses                   | 110                     |
| Orthonectida    | Natació recta                         | Ortonèctids     | Paràsits molt simples amb el cos ciliat                                  | 20                      |
| Phoronida       | Mestra de Zeus                        | Foronidis       | Cucss lofoforadats tubícoles; intestí en forma d'U                       | 20                      |
| Placozoa        | Animals placa                         | Placozous       | Animals molt simples, reptants, amb el cos ameboide irregular            | 1                       |
| Platyhelminthes | Cucs plans                            | Platelmints     | Cucss acelomats, ciliats, sense anus; molts són paràsits                 | 20.000                  |
| Porifera        | Que porta porus                       | Esponges        | Parazous; sense simetria definida; cos perforat por porus inhalants      | 5.500                   |
| Priapulida      | De Príapus, déu de la mitologia grega | Priapúlids      | Cucs pseudocelomats amb trompa extensible envoltada de papil·les         | 16                      |
| Rhombozoa       | Animal rombe                          | Rombífers       | Paràsits molt simples formats per molt poques cèl·lules                  | 70                      |
| Rotifera        | Portador de rodes                     | Rotífers        | Pseudocelomats amb una corona anterior de cilis                          | 1.800                   |
| Sipuncula       | Tub petit                             | Sipúnculs       | Cucs celomats no segmentats, amb la boca envoltada per tentacles         | 320                     |
| Tardigrada      | Pas lent                              | Tardígrads      | Tronc segmentat amb quatre parells de potes amb ungles o ventoses        | 800                     |
| Xenoturbellida  | Estrany cuc pla                       | Xenoturbèl·lids | Cucs deuterestomats ciliats molt simples, d'afiliació incerta            | 2                       |
| TOTAL           |                                       |                 |                                                                          | +2.400.000              |

## Grups antigament classificats com a embrancaments
| Nom com a embrancament | Nom comú       | Consens actual                                                       |
| ---------------------- | -------------- | -------------------------------------------------------------------- |
| Craniata               | Craniats       | Subgrup de l'embrancament dels cordats                               |
| Cephalochordata        | Cefalocordats  | Subembrancament de l'embrancament dels cordats                       |
| Cephalorhyncha         |                | Superembrancament Scalidophora                                       |
| Enterepneusta          |                | Classe de l'embrancament Hemichordata                                |
| Pentastomida           |                | Subclasse de l'embrancament Maxillopoda de l'embrancament Arthropoda |
| Pogonophora            |                | Part de la família Siboglinidae de l'embrancament Annelida           |
| Pterobranchia          | —              | Classe de l'embrancament Hemichordata                                |
| Symplasma              |                | Class Hexactinellida of phylum Porifera                              |
| Urochordata            | Urocordats     | Subembrancament de l'embrancament Chordata                           |
| Vestimentifera         | Vestimentífers | Part de la família Siboglinidae de l'embrancament dels anèl·lids     |

## Fílums bacterians
Actualment hi ha 29 fílums acceptats per LPSN
1. Acidobacteria
2. Actinobacteria
3. Aquificae
4. Bacteroidetes
5. Caldiserica
6. Chlamydiae
7. Chlorobi
8. Chloroflexi
9. Chrysiogenetes
10. Cyanobacteria
11. Deferribacteres
12. Deinococcus-Thermus
13. Dictyoglomi
14. Elusimicrobia
15. Fibrobacteres
16. Firmicutes
17. Fusobacteria
18. Gemmatimonadetes
19. Lentisphaerae
20. Nitrospira
21. Planctomycetes
22. Proteobacteria
23. Spirochaetes
24. Synergistetes
25. Tenericutes
26. Thermodesulfobacteria
27. Thermomicrobia
28. Thermotogae
29. Verrucomicrobia

## Fílums arqueobacterians
1. Crenarchaeota
2. Euryarchaeota
3. Korarchaeota
4. Nanoarchaeota
5. Thaumarchaeota